# V391 Velorum
V391 Velorum – błękitny nadolbrzym, gwiazda zmienna znajdująca się w konstelacji Żagla w odległości 22 tys. lat świetlnych od Ziemi. Jest to ogromna, niezwykle gorąca gwiazda o temperaturze powierzchni dochodzącej do 30 000 K.
Ponieważ V391 Velorum jest gwiazdą zmienną, jej jasność zmienia się gwałtownie w trakcie burzliwych procesów łącznie z odrzutami powłok materii. Gwiazdy rodzaju V391 Vel nie palą się długo by eksplodować jako supernowe. Gwiazda ta rozświetla pobliską mgławicę Gum 19.